# لژ، اسلوونی
لُژ، اسلوونی (اسلوونیایی: Lož؛ آلمانی: Altenmarkt)  در اسلوونی با جمعیت ۵۳۹ نفر است که در inner carniola واقع شده‌است.